# Merriam-Spitzmaus

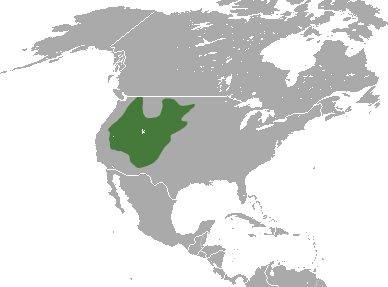
Verbreitungsgebiet der Merriam-Spitzmaus

Die Merriam-Spitzmaus (Sorex merriami) ist ein im westlichen Nordamerika verbreitetes Säugetier in der Gattung der Rotzahnspitzmäuse. Das Typusexemplar stammt vom Little Bighorn River etwa 1,6 km oberhalb der Mündung. Die Art ist nach dem Zoologen Clinton Hart Merriam benannt.

## Merkmale
Mit einer Gesamtlänge von 88 bis 107 mm, inklusive eines 33 bis 42 mm langen Schwanzes und mit 11 bis 13 mm langen Hinterfüßen ist die Art klein verglichen mit anderen nordamerikanischen Gattungsvertretern. Typisch sind robuste Zähne mit einem rötlichen Zahnschmelz. Die Zahnformel lautet I 3/1, C 1/1, P 3/1, M 3/3. Im Oberkiefer gibt es eine Reihe von fünf einspitzigen Zähnen vom zweiten Schneidezahn bis zum zweiten Prämolaren pro Seite. Dabei ist der zweite am größten, der dritte größer als der vierte und der fünfte winzig. Im Sommer ist das Fell auf der Oberseite grau mit braunen Tönungen, die Körperseiten sind heller und unterseits kommt fast weißes Fell vor. Das Winterfell ist oberseits graubraun und unterseits etwas heller. Der Schwanz trägt Haare und ist unterseits heller. Das Winterfell ist dichter. Die Art wiegt 2,4 bis 4,3 g.

## Verbreitung
Die Merriam-Spitzmaus erreicht die Grenze zwischen British Columbia (Kanada) und Washington sowie im Nordosten North Dakota, im Südposten New Mexico sowie im Westen das östliche Kalifornien (alle USA). Sie lebt im Hügel- und Bergland zwischen 200 und 1900 Meter Höhe. Das Habitat variiert zwischen Grasflächen, Buschländern und offenen Wäldern. Je nach Region herrschen Kiefern und Wacholder, Mahagonigewächse, Fichten und Pappeln oder andere Bäume vor. Verglichen mit anderen Rotzahnspitzmäusen bevorzugt die Art eher trockene Landschaften.

## Lebensweise
Die Exemplare nutzen häufig die Trampelpfade anderer Gattungsmitglieder oder der Salbeiwühlmaus (Lemmiscus curtatus), die häufig in denselben Fallen gefangen wird. Auch die unterirdischen Baue von anderen Wühlern werden gern übernommen. Aufgrund ihrer Zähne kann die Art große Wirbellose  mit harter Schale fressen, wie Käfer, Larven von Schmetterlingen, Höhlenschrecken der Familie Rhaphidophoridae, Schlupfwespen und Spinnen. Vor allem im Sommer werden Raupen verzehrt. Die Fortpflanzung findet von Mitte März bis Anfang Juli statt. Männchen haben in dieser Zeit nackte Drüsen an den Körperseiten. Ein Wurf enthält 5 bis 7 Neugeborene. Als Fressfeinde konnten nur Eulen nachgewiesen werden.

## Gefährdung
Begrenzt kann sich die Umwandlung von Grasflächen in Ackerland negativ auswirken. Auch wenn die  Merriam-Spitzmaus nicht sehr häufig vorkommt, so hat sie ein großes Verbreitungsgebiet. Die IUCN listet sie als nicht gefährdet (least concern).